# エンドレスツバサ
エンドレスツバサ （1994年2月22日 - ）は、日本の男性アイドル。本名：成田 翼。熊本県出身。
元「DATTE」のメンバー、オフィスビット所属（2021年 - 2023年）。

## 略歴
2020年
- 3月、アイドルで終わらないアイドルをコンセプトに掲げてデビューしたメンズアイドルグループ「DATTE」に2期生として加入。

2021年
- 1月24日に『BIT FES』（渋谷Space ODD）にてお披露目（同期：アサヤン・ネム）
- 2月25日には自身の生誕イベント『僕の前頭葉はこんな回路です。』を開催。
- 3月末より同期であるアサヤン・ネムとの2人体制となる。
- 9月17日、ミニワンマンライブ『QUESTION』を開催。
- 9月25日、全10曲が収録された1stアルバム『Grab』をデジタルリリース。自身が興じた“勝手に企画”の第1弾により当時のSEを含む全楽曲のサブスク解禁が実現した。
- 12月12日、ワンマンライブ『ALL』（渋谷STAR LOUNGE）を開催。2人体制でのラストワンマンとなった。
- 12月19日、パンナ・ユウが加入し3人体制になると同時に衣装、ヴィジュアル、ロゴなどが一新された。

2022年
- 2月23日、自身の生誕イベント（新宿club SCIENCE）を開催。
- 4月3日、ワンマンライブ『Reveng（e』渋谷STAR LOUNGE）を開催。東京23区でのストリートライブツアーが決定した。
- 6月15日、1stシングル『黎明旗』をデジタルリリース。
- 6月29日、アサヤン・ネムが脱退。
- 7月10日にユユ・タローが加入し、新たな3人体制となる。
- 7月11日からは東京23区路上ライブツアーがスタートした。
- 8月27日、2曲目となる作詞曲『初恋ファンファーレ』を初披露。
- 9月14日、『浴衣オフ会』を開催。“勝手に企画”第2弾により実現した。
- 9月19日、ワンマンライブ『Spin』（新宿club SCIENCE）を開催。同年7月から実施されていた路上ライブツアーのファイナル公演となった。ライブMCにて「大きなライブハウスでワンマンライブをさせてほしい」と社長へ啖呵を切り、翌10月に控えている新体制お披露目ライブで返事をもらうこととなった。
- 10月1日、ツムグ・カザネ、カグラ・ヤマト、ドゥ・リツキ、ジェイ・ジェイが加入し7人体制となる。同日には『DATTE7人体制お披露目ライブ』（新宿club SCIENCE）がワンマンで開催され、エンディングではグループ史上最大規模のワンマンライブが翌年夏に渋谷Spotify -O WESTにて開催されることが発表された。

2023年
- 1月3日、同年夏に予定されている渋谷Spotify -O WESTでのワンマンライブに先駆けて、7人体制お披露目ライブ以来のワンマンライブの開催予定が発表された。また、メンバーの強化を目的とし、ユニット活動も開始することが決定。かつて灼熱の路上ライブツアーを駆け抜けたパンナ・ユウ、ユユ・タローと共に『だって』としても活動することが発表された（残る4人のメンバーは『datte』として活動する）。
- 3月1日、自身の生誕イベント『Tsubasa Last Birthday LIVE』（渋谷Studio Freedom）を開催。
- 3月20日、ワンマンライブ『On Stage』（渋谷GARRET Udagawa）を開催。ワンマンライブ史上初めて動員目標の達成を成し遂げた。
- 5月1日、2ndシングル『DOKI DOKING』をデジタルリリース。同日、グループ初 のMusic Videoも公開された。
- 同月13日、『LIVE@LAKETOWN』（越谷イオンレイクタウンkaze光の広場）にて初のCD盤をリリース。限定100枚を完売させた。
- 6月1日、DOKI DOKINGのUSEN放送開始（～6月15日）。
- 6月16日、『エンドレス居酒屋』を開催。ファンに手料理を振る舞った。
- 6月19日、『史上初!?現役アイドルにタトゥーを刻め』と題し、クラウドファン ディングに挑戦（～7月2日）。目標金額を達成し、ファンと共に考えたデザインを自身の体に刻んだ。
- 7月7日、TVK『関内デビル』に出演。
- 8月13日、3rdシングル『BLACK NIGHT』をデジタルリリース。
- 8月21日、ワンマンライブ『Bring Out』（渋谷Spotify -O WEST）を開催。新曲となるBLACK NIGHTと364日（読み：サンロクヨン）を初披露。
- 9月1日、BLACK NIGHTのUSEN放送開始（～11月30日）
- 9月18日 発表の週間USEN HIT SNSランキングにて20位以内にランクイン。
- 9月30日、DOKI DOKINGが全国のJOY SOUNDにてMV(本人映像)付きでカラオケ配信開始。
- 10月1日、グループ史上初めて体制が変わらず1周年を迎える。
- 同月8日、自身の卒業を公表。
- 10月、『今宵舞えレ不レ止まら』をデジタルリリース。 2023年11月、『364日』をデジタルリリース。
- 12月9日、『DATTE Monthly Live vol.3』（六本木unravel tokyo）が卒業ライブとなる。

## 出演

### テレビ番組
- 『関内デビル』（2023年7月7日、TVK）

## 作品

### 作詞楽曲
- 『LOVE&PEACE』
- 『初恋ファンファーレ』

### 楽曲配信
- 『Grab』(2021年9月25日)
- 『黎明旗』(2022年6月15日)
- 『DOKI DOKING』(2023年5月1日 配信開始、5月13日 CD販売開始)
- 『BLACK NIGHT』(2023年8月13日)